# Yusuf an-Nabhani
Al-Qadi Yusuf bin Ismail bin Yusuf bin Ismail bin Muhammad Nâsir ad-Dîn an-Nabhani (1849-1932) var en sunnimuslimsk imam och poet, aktiv i Palestina under det osmanska styret.
Den lärde Yusuf an-Nabhani var en ivrig försvarare av det osmanska kalifatet. An-Nabhanis undervisning har påverkat sufismens utveckling de senaste tvåhundra åren. Dottersonen Taqi ad-Din an-Nabhani var också starkt influerad av hans läror.